# Convoi no 62 du 20 novembre 1943
 (novembre 2020).
Le convoi no 62 du 20 novembre 1943 est un convoi de déportation parti du camp de Drancy avec pour destination Auschwitz.

## Histoire

### Déportés notables
Parmi les 1 200 personnes (dont 150 enfants) du convoi, se trouvent le rabbin Josué Pruner et son épouse Alice, le grand-rabbin Bernard Schonberg, le conseiller d'État, ami de Philippe Pétain et président du Consistoire central israélite de France, Jacques Helbronner et son épouse Jeanne, Léon Reinach et ses enfants, Rosette Wolczak, le résistant Samuel Kohn, arrêté lors de la rafle de la rue Sainte-Catherine du 9 février 1943, la poétesse et éducatrice Raissa Bloch, la mère de Malvine Lanzet, Anna Lanzet et le père de Joseph Joffo, Roman Joffo.
On trouve aussi Madeleine Lévy, résistante et petite-fille du capitaine Alfred Dreyfus et la résistante Nicole Weil-Salon, Léon Zadoc-Kahn, fils du grand-rabbin de France Zadoc Kahn et médecin-chef de l'Hôpital Rothschild et président du Comité central du Keren Hayessod France et son épouse, Suzanne Zadoc-Kahn, le médecin résistant, Sigismond Hirsch (37 ans) (survivant) et son épouse la résistante, Berthe Hirsch (36 ans), parents de Jean-Raphaël Hirsch, le plus jeune résistant de France, la résistante Huguette Wahl (29 ans), Chapse Gerenstein (42 ans) et Chendla Gerenstein (40 ans), parents de Liliane Gerenstein (11 ans) et Maurice Gerenstein (13 ans), deux des Enfants d'Izieu, déportés dans le convoi n°71,  Bernard Holstein (53 ans) et son épouse Juliette Holstein (41 ans), les parents de Denise Holstein (17 ans) qui sera déportée dans le Convoi No. 77, survivante et témoin.

### Évasions
Dix-neuf évasions, « en majorité des membres de l’équipe du tunnel de Drancy », ont lieu en cours de route dont celles du conseiller d'État Jean Cahen-Salvador, de l'acteur Robert Manuel et d'Eugène Handschuh,.

### Survivants
En 1945, 29 personnes sont des survivants de ce convoi.